# Инсайдер (телесериал)
«Инсайдер» (кор. 인사이더) — южнокорейская дорама в жанре боевика и триллера 2022 года с Кан Хан Ылем, Ли Ю Ён и Хо Сон Тхэ в главных ролях. Транслировалась в эфире с 8 июня по 28 июля 2022 года по средам и четвергам на телеканале JTBC в 22:30 (KST).

## Сюжет
События телесериала вращаются вокруг Ким Ë Хана, который готовится пройти практику в качестве судьи, и чья жизнь переворачивается с ног на голову, когда он соглашается пойти на тайное расследование отдела по борьбе с коррупцией. Дело настолько засекреченное, что ни полиция, ни прокуратура о нём не должны знать. Однако то, с чем герою приходиться столкнуться, заставляет парня отступиться. Вот только обратного пути нет.

## В ролях

### В главных ролях
- Кан Ха Ныль в роли Ким Ё Хана, судебного стажёра, который живёт со своей бабушкой. Он садится в тюрьму в рамках тайного расследования по предложению старших прокуроров[7].
- Ли Ю Ён в роли У Су Ён, успешной деловой женщины, которая имеет огромное состояние благодаря своим связям.
  - Ом Чхэ Ён в роли юной У Су Ён[8].
- Хо Сон Тхэ в роли Юн Бён Ука, главного прокурора 2-го финансового отдела в Управлении прокуроров Центрального округа[9].

### Второстепенные роли

#### Окружение Ким Ё Хана
- Ким Си Ын в роли Парк Ро Са, сотрудницы полиции[10].
- Мун Сон Гын в роли Вон Бона, изгоя, который когда-то потряс политический и финансовый мир[11].
- Е Су Чжон в роли Шин Да Су, бабушки Ким Ё Хана[12].

#### Прокуратура
- Ю Джэ Мён в роли Но Ян Гука, директора Института судебных исследований и обучения[13].
- Ким Сан Хо в роли Мок Джин Хёна, главного прокурора прокуратуры Северного округа[14].
- Пак Сон Гын в роли Хон Сан Ука, начальник отдела расследования Генеральной прокуратуры[15].
- Кан Син Хё в роли Хон Чже Суна, сына Хон Сан Ука, однокурсника Ким Ё Хана и прокурора[15].

#### Тюрьма Сонджу
- Сон Джи Ру в роли Хо Сан Су, начальника тюрьмы Сонджу[16].
- Кан Ён Сок в роли Чон Сон У, гения азартных игр, пахана (главный авторитет зеков) тюрьмы Сонджу[17].
  - Ли Си У в роли юного Чон Сон У.
  - Чон Джи Хун в роли Чон Сон У в детстве.
- Чхве Дэ Хун в роли Но Сэн Хвана / Нам Дэ Муна, «бухгалтера» азартного дома в тюрьме[18].
- Чо Хи Бон в роли заключённого Рю Тэ Хуна, бывшей «правой руки» Чон Сон У[18].
- Чхве Му Сон в роли тюремного авторитета Сон Ду Чхоля[19].
- Чха Ёп в роли заключённого Ким Гиль Сана[20].
- Хан Джэ Ён в роли бандита Чжо Хэ До[12].
- Юн Пён Хи в рголи заключённого Ким У Сана[21].
- Хан Гю Вон в роли монаха Ум Ик Су[22].

#### Картель Сочхо Дон
- Хо Дон Вон в роли Ян Джуна, председателя «Skin Nation»[19].
- Чон Ман Сик в роли Ян Хва, генерального директора казино «Goldman»[23].
- Ким Джи На в роли директора Джин Су Мин[24].

#### Другие
- Сон Джэ Хи в роли Ким Тэ Су, отца Ким Ё Хана[12].
- Чхве Ки Бом в роли заключённого в той же камере, что и Ким Ё Хан[25].
- Ким Мин Сын в роли У Мин Хо[26].
- Юн Хви Ук в роли полицейского Квон Дэ Иля[26].
- Ли Ки Чан в роли У Сан Ги, отца Мин Хо и бывшего бухгалтера казино «Goldman»[26].
- Хан Сон Су в роли Ли Тэ Гвана, бывшего пахана тюрьмы Сонджу[27].
- Хан Бо Рым в роли Энни Стивен, представителя триады Макао[28].
- Ю Ха Бок в роли прокурора Ким Чжон Джу[29].
- Ли Ха Юль в роли прокурора Ким У Дже[30].
- Чон Ун Ин в роли представителя второго поколения Чеболей[31].
- Фань Бинбин в роли мисс Лэм, представителя триады Макао[32].

## Производство
Первое чтение сценария актёрским составом состоялось 21 мая 2021 года. Первоначально премьера телесериала была запланирована на вторую половину 2021 года, но была перенесена на 2022 год.

## Саундтрек

### Первая часть
| №                   | Название            | Текст песни         | Музыка                  | Исполнитель         | Длительность |
| ------------------- | ------------------- | ------------------- | ----------------------- | ------------------- | ------------ |
| 1.                  | «Howling»           | Han Kyung-soo       | Han Kyung-soo Jo Se-hee | Им Юн Сон           | 3:22         |
| 2.                  | «Howling» (Inst.)   |                     | Han Kyung-soo Jo Se-hee |                     | 3:23         |
| Общая длительность: | Общая длительность: | Общая длительность: | Общая длительность:     | Общая длительность: | 6:45         |

### Вторая часть
| №                   | Название                      | Текст песни                      | Музыка              | Исполнитель         | Длительность |
| ------------------- | ----------------------------- | -------------------------------- | ------------------- | ------------------- | ------------ |
| 1.                  | «You've Got Me Wrong»         | Lee Chi-hoon Choi Byul-bit Snnny | Snnny               | The Vane            | 3:27         |
| 2.                  | «You've Got Me Wrong» (Inst.) |                                  | Snnny               |                     | 3:27         |
| Общая длительность: | Общая длительность:           | Общая длительность:              | Общая длительность: | Общая длительность: | 6:53         |

## Рейтинги
| Эпизод | Премьерная дата | Средняя доля аудитории (Nielsen Korea) | Средняя доля аудитории (Nielsen Korea) |
| Эпизод | Премьерная дата | По стране                              | Сеул                                   |
| --- | --------------- | -------------------------------------- | -------------------------------------- |
| 1 | 8 июня 2022     | 2,568 % (8ое)                          | N/A                                    |
| 2 | 9 июня 2022     | 3,274 % (5ое)                          | 3,413 % (5ое)                          |
| 3 | 15 июня 2022    | 3,382 % (2ое)                          | 3,188 % (4ое)                          |
| 4 | 16 июня 2022    | 3,306 % (5ое)                          | 2,605 % (9ое)                          |
| 5 | 22 июня 2022    | 3,184 % (3е)                           | 3.032 % (3е)                           |
| 6 | 23 июня 2022    | 3,414 % (4ое)                          | 3,108 % (5ое)                          |
| 7 | 29 июня 2022    | 3,087 % (7ое)                          | 2,693 % (8ое)                          |
| 8 | 30 июня 2022    | 3,104 % (8ое)                          | 3,025 % (7ое)                          |
| 9 | 6 июля 2022     | 2,756 % (5ое)                          | 2,345 % (7ое)                          |
| 10 | 7 июля 2022     | 2,928 % (6ое)                          | 2,669 % (7ое)                          |
| 11 | 13 июля 2022    | 2,947 % (7ое)                          | 2,750 % (6ое)                          |
| 12 | 14 июля 2022    | 3,139 % (4ое)                          | 2,943 % (4ое)                          |
| 13 | 20 июля 2022    | 2,781 % (5ое)                          | 2,640 % (4ое)                          |
| 14 | 21 июля 2022    | 2,609 % (9ое)                          | 2,202 % (9ое)                          |
| 15 | 27 июля 2022    | 2,944 % (5ое)                          | 2,713 % (3е)                           |
| 16 | 28 июля 2022    | 3,231% (5ое)                           | 2,662% (7ое)                           |
| Average | Average         | 3,041 %                                | 2,799 %                                |
| - В приведенной выше таблице синие числа представляют самые низкие оценки, а красные числа представляют самые высокие оценки. - N/A — рейтинг неизвестен, так как не был опубликован. - Эта дорама транслируется по кабельному каналу/платному телевидению, у которого обычно относительно меньшая аудитория по сравнению с бесплатным телевидением/общественными вещательными компаниями (KBS, SBS, MBC и EBS). |                 |                                        |                                        |

## Награды
| Награда          | Год  | Категория                  | Номинант   | Результат | Источник |
| ---------------- | ---- | -------------------------- | ---------- | --------- | -------- |
| APAN Star Awards | 2022 | Лучший новый актёр         | Кан Ён Сок | Номинация | [ 40 ]   |
| APAN Star Awards | 2022 | Лучший актёр второго плана | Хо Сон Тхэ | Победа    | [ 41 ]   |